# Cuori ribelli
Cuori ribelli (Far and Away) è un film del 1992 diretto da Ron Howard, e tratto da uno scritto di Howard e Bob Dolman. Il film ha come interpreti principali Tom Cruise e Nicole Kidman. È stato fotografato nel Super Panavision System 65 da Mikael Salomon, con una colonna sonora di John Williams.
Cruise e Kidman interpretano due immigranti irlandesi alla ricerca della loro fortuna nell'America del 1892, prendendo alla fine parte alla Corsa alla terra del 1893.
È stato presentato fuori concorso al 45º Festival di Cannes.
Alcuni spezzoni del film sono stati impiegati nel video musicale del brano Book of Days di Enya.

## Trama
In Irlanda, la casa della famiglia di Joseph Donnelly viene bruciata dagli uomini del suo padrone di casa per non aver pagato gli affitti. Giurando vendetta, Joseph tenta di uccidere il padrone di casa, ma conosce la figlia, Shannon, intenta a ribellarsi alle tradizioni di famiglia e fuggire in America. I due decidono di fuggire insieme.
Su una nave, Shannon e Joseph conoscono il signor McGuire, che cerca di aiutarli a rivendere i cucchiai d'argento che Shannon aveva portato con sé. Arrivati a Boston, McGuire viene ucciso e i cucchiai rubati. Joseph e Shannon fuggono ed incontrano un operaio, Kelly, leader della comunità di immigrati irlandesi, che trova loro un alloggio e dei posti di lavoro, ma purtroppo i due sono costretti a condividere l'unica stanza rimasta; per evitare rappresaglie, Joseph dice che Shannon è sua sorella.
Nei giorni passati, Joseph e Shannon iniziano ad essere attratti l'un l'altro ma entrambi respingono i propri sentimenti. Joseph fa diversi incontri di boxe nel locale gestito da Kelly vincendo sempre e diventando così un idolo del quartiere. Intanto in Irlanda, la casa dei Christie viene bruciata e la famiglia decide di emigrare in America per ritrovare la loro figlia Shannon.
Una sera, Joseph va al club di Kelly e scopre Shannon sul palco come una ballerina di burlesque. Mentre cerca di interrompere il ballo, Joseph viene circondato da alcuni ammiratori che lo invitano ad un incontro di boxe per una somma di 200 dollari. Joseph, convinto da Shannon, accetta l'incontro ma durante la lotta viene distratto da uomini che tentano di abusare di Shannon e per questo viene sconfitto e cacciato dal locale insieme a Shannon. Entrambi perdono l'alloggio e vengono banditi dal quartiere irlandese.
Finiti per la strada e senza un soldo, Joseph e Shannon entrano infreddoliti in una casa che sembra abbandonata; lì mangiano e si scaldano e si dichiarano i sentimenti, ma arriva il proprietario della casa; Shannon e Joseph riescono a fuggire, ma Shannon rimane ferita per un colpo di fucile alla spalla.
Joseph porta Shannon in una casa, per cercare aiuto, e arriva presso la casa della famiglia dei Christie, giunti in America, e va via, uscendo dalla vita di Shannon.
Joseph trova lavoro presso una ferrovia abbandonando il suo sogno di possedere la terra. Incontrando dei pionieri lungo la strada, Joseph pensa alle parole del padre in punto di morte e decide di sfidare il proprio destino, per partecipare alla Corsa alla terra dell'Oklahoma e rivendicare il suo diritto sulla terra. Qui ritrova Shannon e il suo promesso sposo Stephen, geloso delle sue attenzioni per Shannon e disposto a ucciderlo. La notte precedente alla corsa per la conquista della terra, il cavallo di Joseph muore e lui ne prende un altro che riesce a prevalere sugli altri, dopo aver scoperto che Stephen aveva imbrogliato controllando illegalmente il territorio prima della gara.
Joseph è pronto a piantare la sua bandiera mentre Shannon si precipita al suo fianco respingendo definitivamente Stephen. Tuttavia Stephen, approfittando di un attimo di titubanza di Joseph, gli si avventa contro, i due iniziano a lottare e Joseph viene schiacciato dal peso del cavallo. In quel momento lo spirito di Joseph si allontana dal suo corpo e "sorvola" la terra sotto di lui e vede la disperazione di Shannon. Lo spirito di Joseph rientra nel ragazzo ed egli riprende conoscenza e i due insieme piantano la bandiera per prendersi la terra e vivere nella loro nuova terra.

## Produzione
Cuori ribelli è uno dei lungometraggi registrati interamente in formato widescreen 70 mm.

### Curiosità
Ron Howard non era soddisfatto dell'espressione di Nicole Kidman durante la scena in cui il suo personaggio solleva l'insalatiera che copre le intimità di Joseph (Tom Cruise) e, senza parlarne a Kidman, consigliò a Cruise di togliersi la biancheria. Howard ottenne così l'effetto che desiderava nel film.
La hit Book of Days di Enya fa parte della colonna sonora.

## Riconoscimenti
- 1993 - MTV Movie Awards
  - Candidatura per Miglior coppia a Tom Cruise e Nicole Kidman
  - Candidatura per Miglior sequenza d'azione (La corsa per la terra in Oklahoma)
- 1993 - Razzie Award
  - Candidatura per Peggior canzone originale (Book of Days) a Enya e Roma Ryan

## Accoglienza
Il film ricevette giudizi contrastanti, ma venne ben accolto dal pubblico. Il film, il cui costo per la realizzazione fu di 30 milioni di dollari, ne guadagnò 13 milioni già nel suo primo fine settimana, giungendo infine a un totale di 59 milioni. Tom Cruise venne pesantemente criticato per il suo accento irlandese, che alcuni giudicarono ridicolo.